# 武讷伊苏比亚尔
武讷伊苏比亚尔（法語：Vouneuil-sous-Biard，法語發音：[vunœj su bjaʁ]，意为“比亚尔下方的武讷伊”）是法国新阿基坦大区维埃纳省的一个市镇，属于普瓦捷区。

## 地理
武讷伊苏比亚尔（46°34'23"N, 0°16'17"E）面积25.98 平方千米，位于法国新阿基坦大区维埃纳省，该省份为法国中西部省份，北起曼恩-卢瓦尔省和安德尔-卢瓦尔省，西接德塞夫勒省，南至夏朗德省，东南接上维埃纳省，东临安德尔省。
与武讷伊苏比亚尔接壤的市镇（或旧市镇、城区）包括：贝吕日、比亚尔、方丹勒孔特、米涅-欧桑斯、普瓦捷、坎赛。

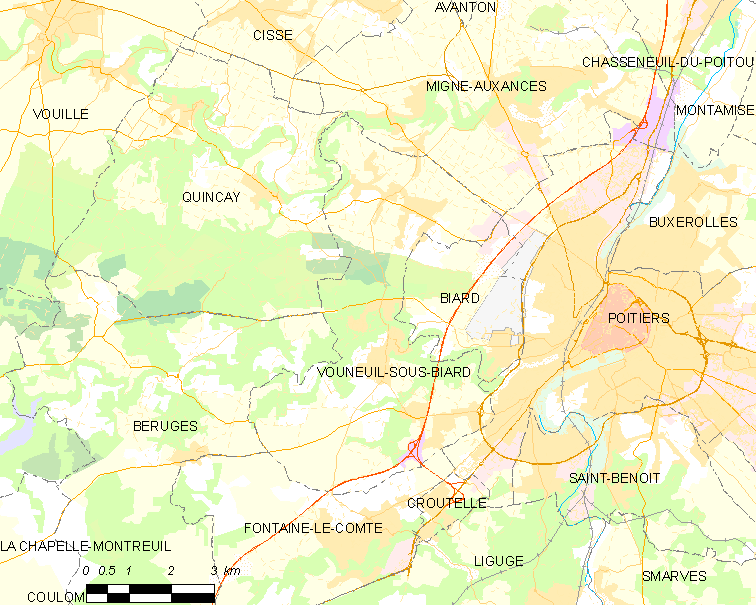
武讷伊苏比亚尔的OSM定位图

武讷伊苏比亚尔的时区为UTC+01:00、UTC+02:00（夏令时）。

## 行政
武讷伊苏比亚尔的邮政编码为86580，INSEE市镇编码为86297。

## 政治
武讷伊苏比亚尔所属的省级选区为武讷伊苏比亚尔县。

## 人口

1962-2008年间武讷伊苏比亚尔人口变化图示

武讷伊苏比亚尔于2022年1月1日时的人口数量为6245人。